# Míster Gay Europa

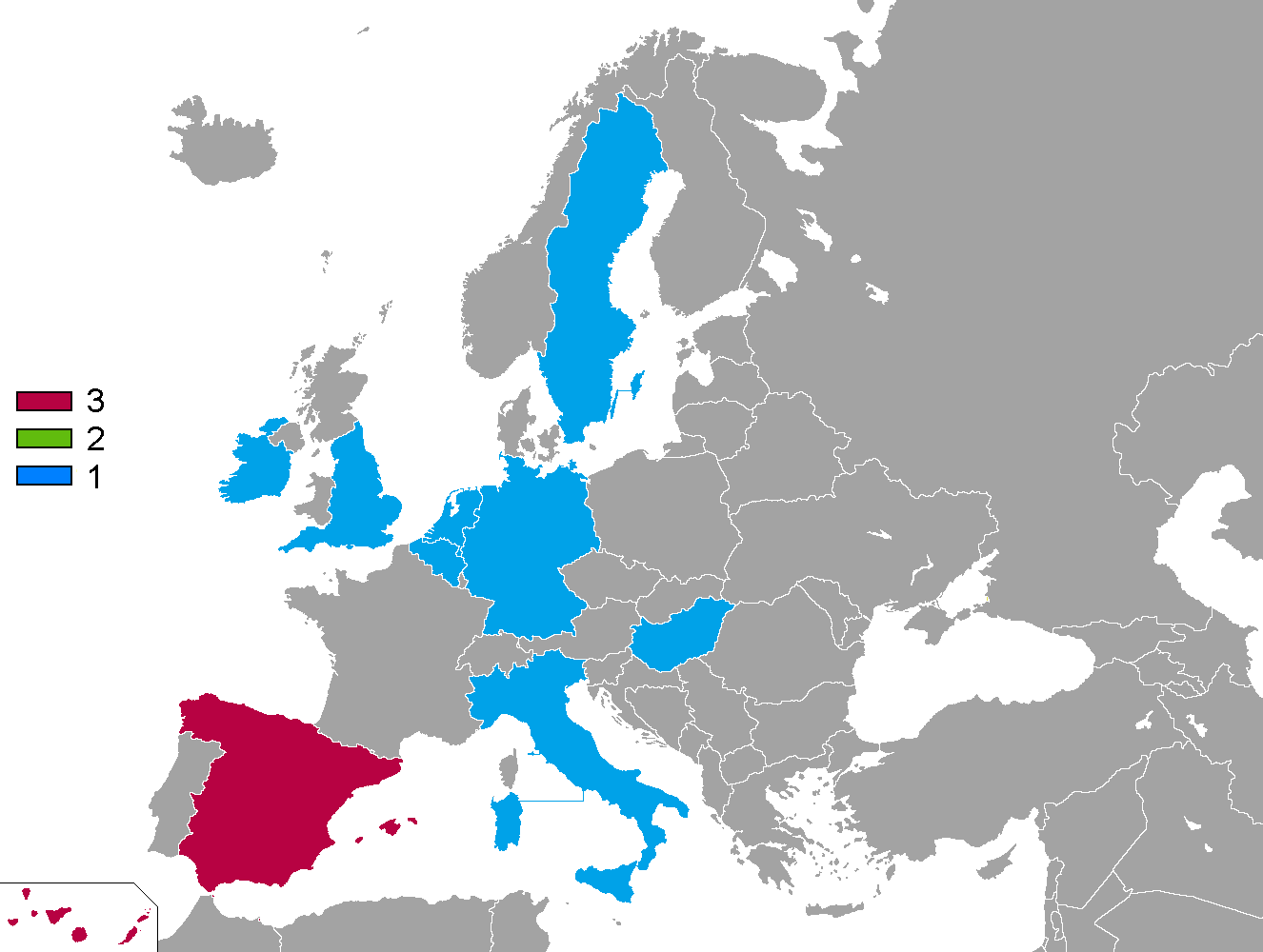
Países ganadores del certamen.

Mr. Gay Europa es un concurso de belleza para hombres gais europeos. Fue fundado por su Presidente, Morten Ruda y organizado por primera vez en 2005. El concurso se celebró en Oslo, Noruega y el ganador fue Alexander Van Kempen, de los Países Bajos. Al año siguiente, Ámsterdam fue la ciudad anfitriona.
En 2006 en Ámsterdam, Nandor Gyongyosi de Hungría se llevó el título.
El certamen de Mr. Gay Europa 2007 se celebró en Budapest, una de las ciudades más liberales en Europa, el 5 de agosto como parte de la isla de El orgullo de Europa, la celebración internacional más grande de la nueva comunidad GLBT de Europa Central y Oriental. 
En 2008, de nuevo en Budapest, el concurso fue ganado por Antonio Pedro Almijez, Para el 2009 la sede escogida ha sido Oslo,Noruega. 

## Ganadores
| Año  | Delegado              | Origen       | Lugar de celebración    |
| ---- | --------------------- | ------------ | ----------------------- |
| 2005 | Alexander van Kempen  | Países Bajos | Oslo, Noruega           |
| 2006 | Nándor Gyöngyösi      | Hungría      | Ámsterdam, Países Bajos |
| 2007 | Jackson Netto         | Alemania     | Budapest, Hungría       |
| 2008 | Antonio Pedro Almijez | España       | Budapest, Hungría       |
| 2009 | Sergio Lara           | España       | Oslo, Noruega           |
| 2011 | Giulio Spatola        | Italia       | Brasov, Rumania         |
| 2012 | Miguel Ortiz          | España       | Roma, Italia            |
| 2013 | Robbie O'Bara         | Irlanda      | Praga, República Checa  |
| 2014 | Jack Johansson        | Suecia       | Bregenz, Austria        |
| 2016 | Raf van Puymbroeck    | Bélgica      | Oppdal, Noruega         |
| 2017 | Matt Rood             | Inglaterra   | Estocolmo, Suecia       |
| 2018 | Enrique Doleschy      | Alemania     | Poznan, Polonia         |
| 2019 | Alexander Petrov      | Bulgaria     | Colonia, Alemania       |
| 2022 | Paul Dennison         | Inglaterra   | Alnwick, Inglaterra     |
| 2023 | Tim Küsters           | Países Bajos | Alnwick, Inglaterra     |

## Participantes

### 2010 en Ginebra
En 2010 se llevaría a cabo en Ginebra, Suiza, pero fue cancelado. 